# Hyun Jung-hwa
Hyun Jung-Hwa (Hangul: 현정화) (Busan, 6 de outubro de 1969) é uma ex-mesa-tenista sul-coreana conhecida como "Rainha do Ping Pong" na Coreia do Sul, campeã mundial em 1987/1989/1991/1993 e medalhista de Ouro olímpica dos Jogos de Seul 1988. Foi a primeira jogadora coreana a vencer um Grand Slam.
Durante o seu período de atividade foi Líder Geral e Capitã da Coreia do Sul. Teve participação especial no título de 1991 em Chiba no Japão pela Coreia Unificada. Encerrou sua carreira em alta com o Ouro no Individual de 1993 do Campeonato Mundial de Tênis De Mesa em Gotemburgo.
Em 2012 foi produzido um filme chamado As One - Korea (Em Português: Como Um - Coreia), baseado em fatos reais, que mostra sua participação na histórica conquista da Coreia Unifica no Campeonato Mundial de Tênis De Mesa de 1991 em Chiba no Japão. Por sua grande ajuda nessa conquista recebeu honrarias da Coreia do Sul.
Teve uma grande rivalidade histórica, que também é retratada no filme As One, com a jogadora Li Bun Hui da Coreia do Norte.

## Carreira
Jogadora de Tênis De Mesa da Seleção Nacional Sul-Coreana Hyun Jung-Hwa trouxe a era de ouro do Tênis De Mesa para a Coreia. 
Ela é de um grupo de elite de jogadores que ganharam pelo menos uma Medalha de Ouro em todas as disciplinas que eram elegíveis para competir no Campeonato Mundial de Tênis de Mesa. 
Sua primeira Medalha de Ouro veio em Equipe nos Jogos Asiáticos 1986 em Seul. Ela seguiu-o pela conquista do Ouro de Duplas Femininas (Parceira Yang Young-Ja) em 1987 no Campeonato Mundial De Tênis De Mesa em Nova Déli e pela conquista também do Ouro de Duplas Mistas com Yoo Nam-Kyu em 1989 no Campeonato Mundial De Tênis De Mesa em Dortmund. Durante 1988 nos Jogos Olímpicos de Seul, ela liderou a equipe sul-coreana para a vitória contra a equipe chinesa imbatível. Ela foi parte da primeira equipe da Coreia Unificada que surpreendeu a China para ganhar o Campeonato Mundial De Tênis De Mesa 1991 por Equipe. 
Seu último título Mundial foi uma vitória inesperada na categoria Individual Feminino em 1993 Campeonato Mundial De Tênis De Mesa em Gotemburg, onde ela também trouxe medalhas para casa nas Duplas Mistas e Equipe, fazendo dela a única coreana, entre homens e mulheres, a conseguir um Grand Slam. Em 2011, ela tornou-se a primeira jogadora coreana, entre homens e mulheres, de Tênis De Mesa a ser introduzida no Hall of Fame da Federação Internacional de Tênis de Mesa (FITM).

## Feitos Notáveis
- Hall da Fama, Federação Internacional de Tênis de Mesa

- Diretora Executiva, Coreia - Associação de Tênis de Mesa

- Diretora do Tênis de Mesa, Corrida de Autoridade Coreana

- Treinadora Principal, Seleção Nacional da Coreia do Sul

## Na Cultura

### Filme
Em 2012 foi produzido um filme chamado As One - Korea (Em Português: Como Um - Coreia), baseado em fatos reais, que mostra sua participação na histórica conquista da Coreia Unifica no Campeonato Mundial de Tênis De Mesa de 1991 em Chiba no Japão. Por sua grande ajuda nessa conquista recebeu honrarias da Coreia do Sul.
Teve uma grande rivalidade histórica, que também é retratada no filme As One, com a jogadora Li Bun Hui da Coreia do Norte.
A história da equipe da Coreia Unifica no Mundial de 1991 e sua vitória sobre os chineses no evento é contada pelo filme As One, estrelado pela atriz Ha Ji-won como Hyun Jung-Hwa.